# 賴氏萬壽塔
賴氏萬壽塔是台北市南區的一座墓塔，位於台北市文山區興隆路二段203巷108號對面，建於日治時代的昭和15年（1940年），佔地約30坪，是當時大稻埕望族賴氏的家族墓塔，於2008年9月15日由台北市政府公告為墓葬類別的歷史建築，墓塔前方有一獅頭塑像為其特色，可能來自沖繩傳統的風獅爺，且墓塔中無墓碑、墓門敞開等特徵亦與沖繩墓葬相仿，是北台灣僅有的琉球式墓塔，可能是黑潮文化圈台灣與琉球多元文化交融的產物。

## 外觀

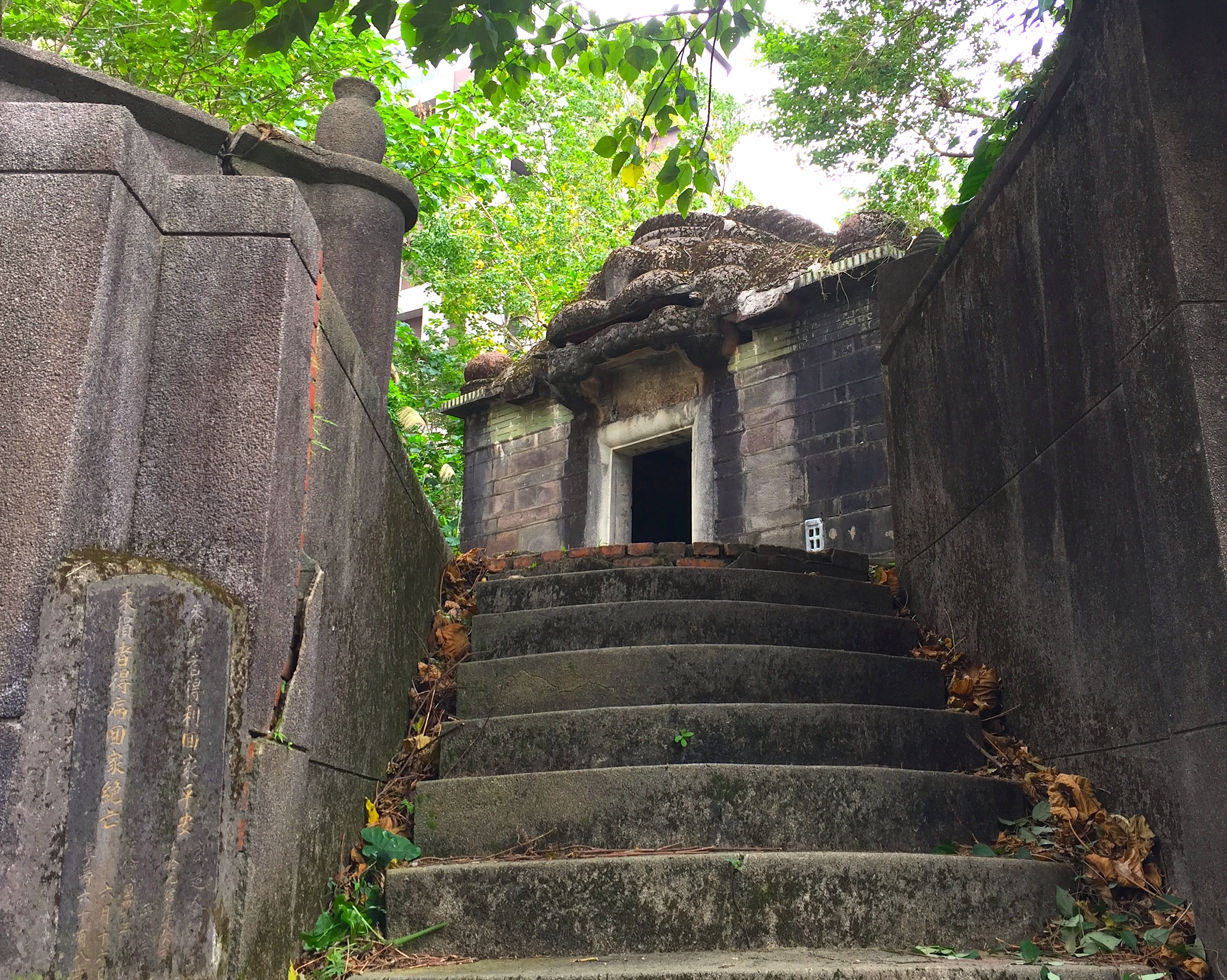
入口的石階左側石碑書有警語「來觀者得利回家平安、來損者得病回家絕亡」

賴氏萬壽塔的入口設有階梯，階梯左側有碑文上書「來觀者得利回家平安、來損者得病回家絕亡」以嚇阻盜墓者破壞。墓塔前方為一獅頭雕刻，可能與沖繩傳統的風獅爺有關，獅鼻並具有通風功能，墓塔周圍有辟邪用的南瓜、螺紋等雕飾，後方則為葫蘆形的尖塔，屋頂上方有綠色與紅色的琉璃磚等與煉丹有關的風水元素。前方有三壙墓穴供棺葬，後方空間則可作撿骨的場所，兼具吉葬與凶葬的用途為其一大特色。

## 近況
賴氏萬壽塔中的棺木與骨灰甕俱已遷移。臺北市殯葬管理處進行景美山區墓園的拆遷工作，2006年文化局召開古蹟審查會議，認為其不具保留價值，而定於2007年初將本墓塔拆遷，在文史工作者鄭遠祥與台北市議員李慶元多方奔走之下，市政府重新召開審查會議，並於2008年9月15日將其列為市定歷史建築。

## 圖集

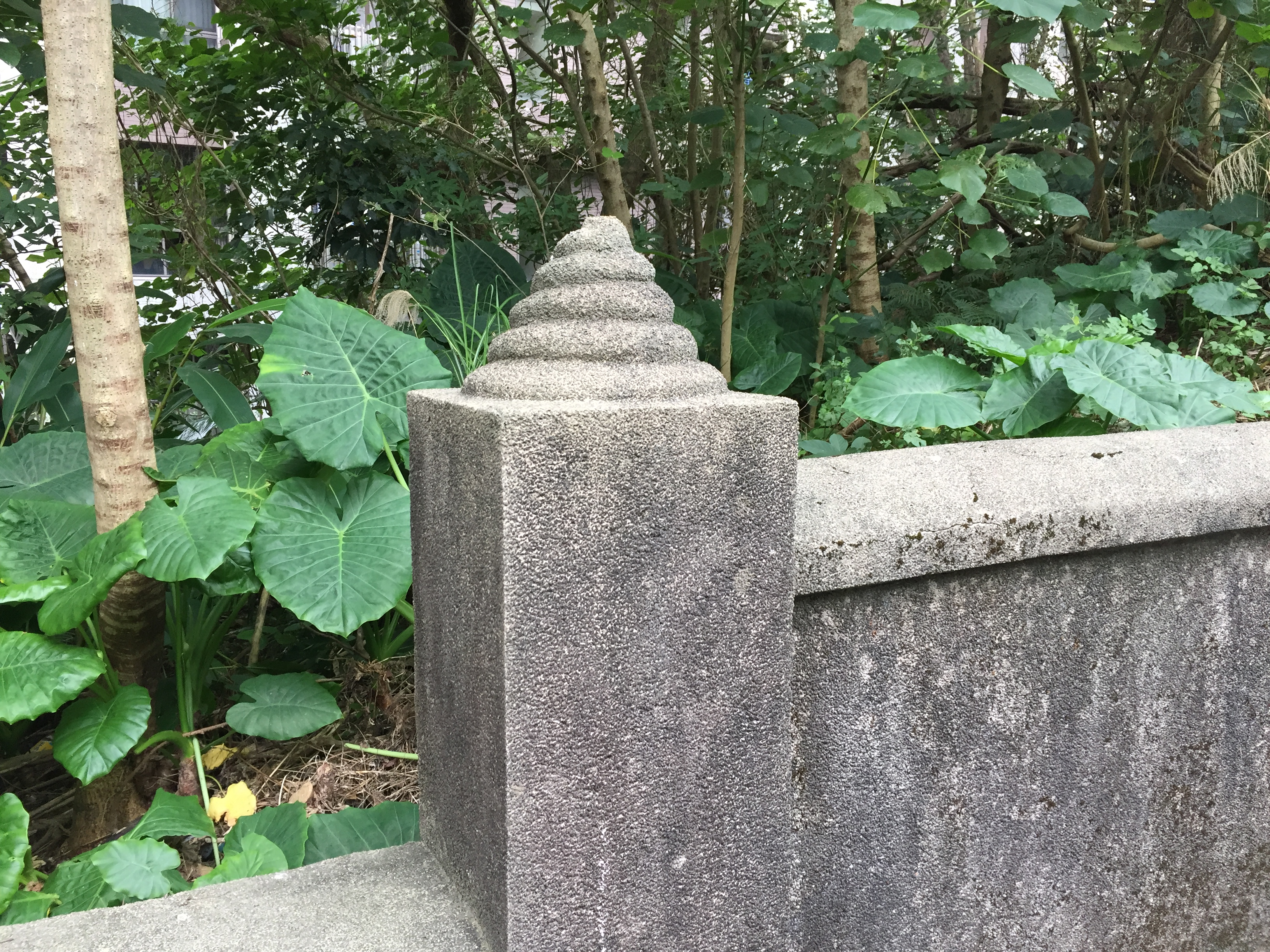
周圍的螺紋雕飾
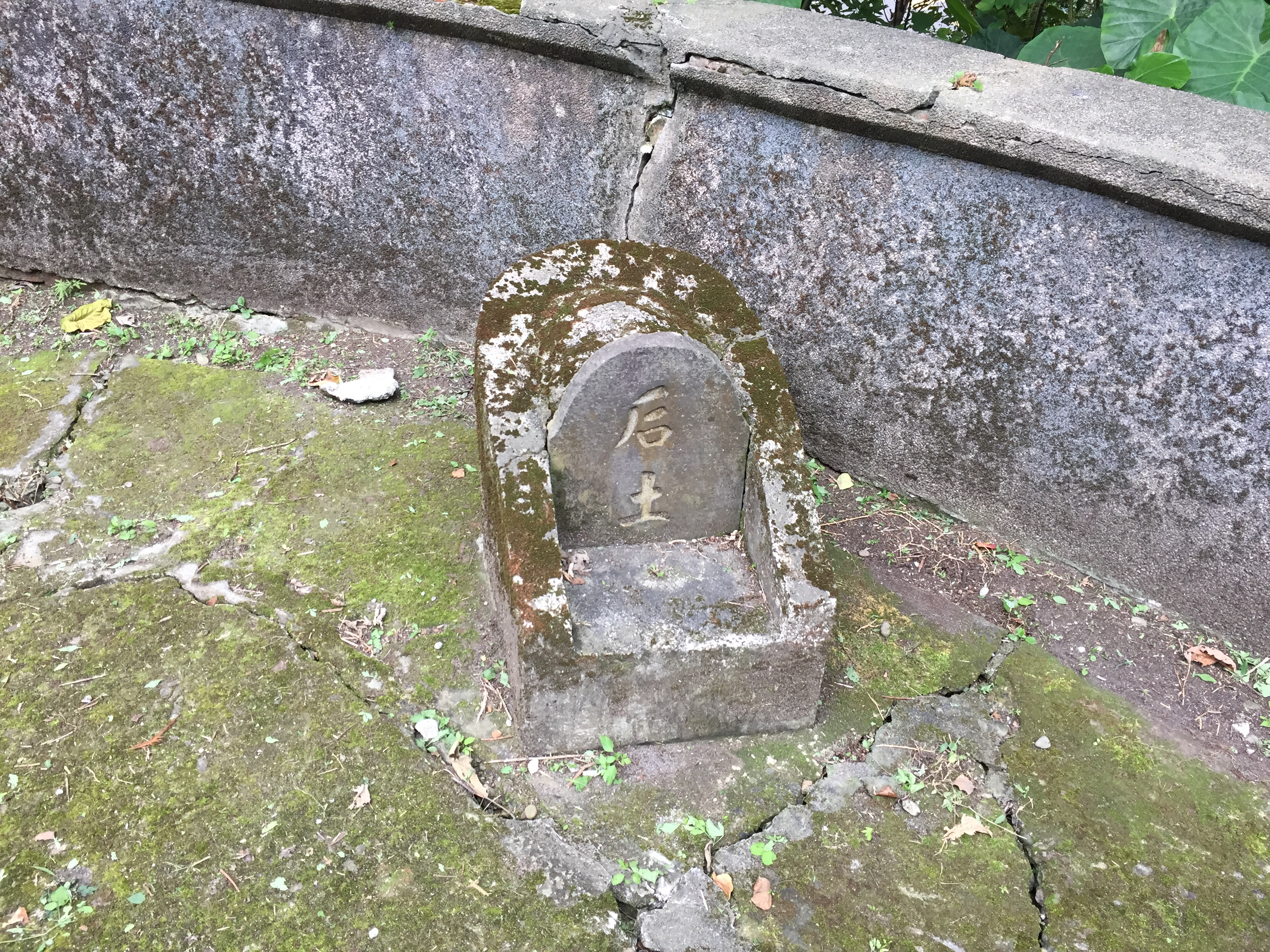
前方的后土石碑
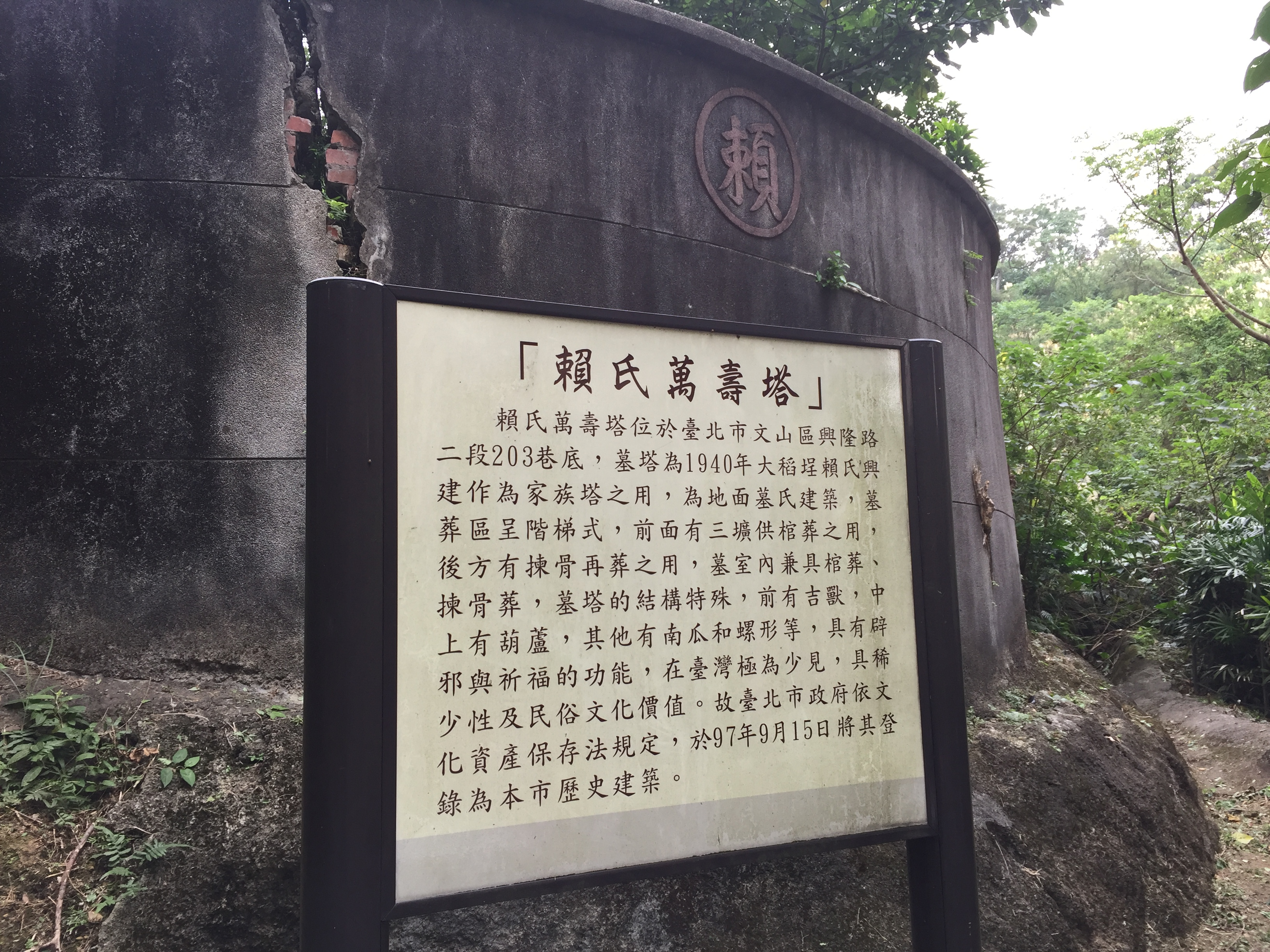
前方的說明牌
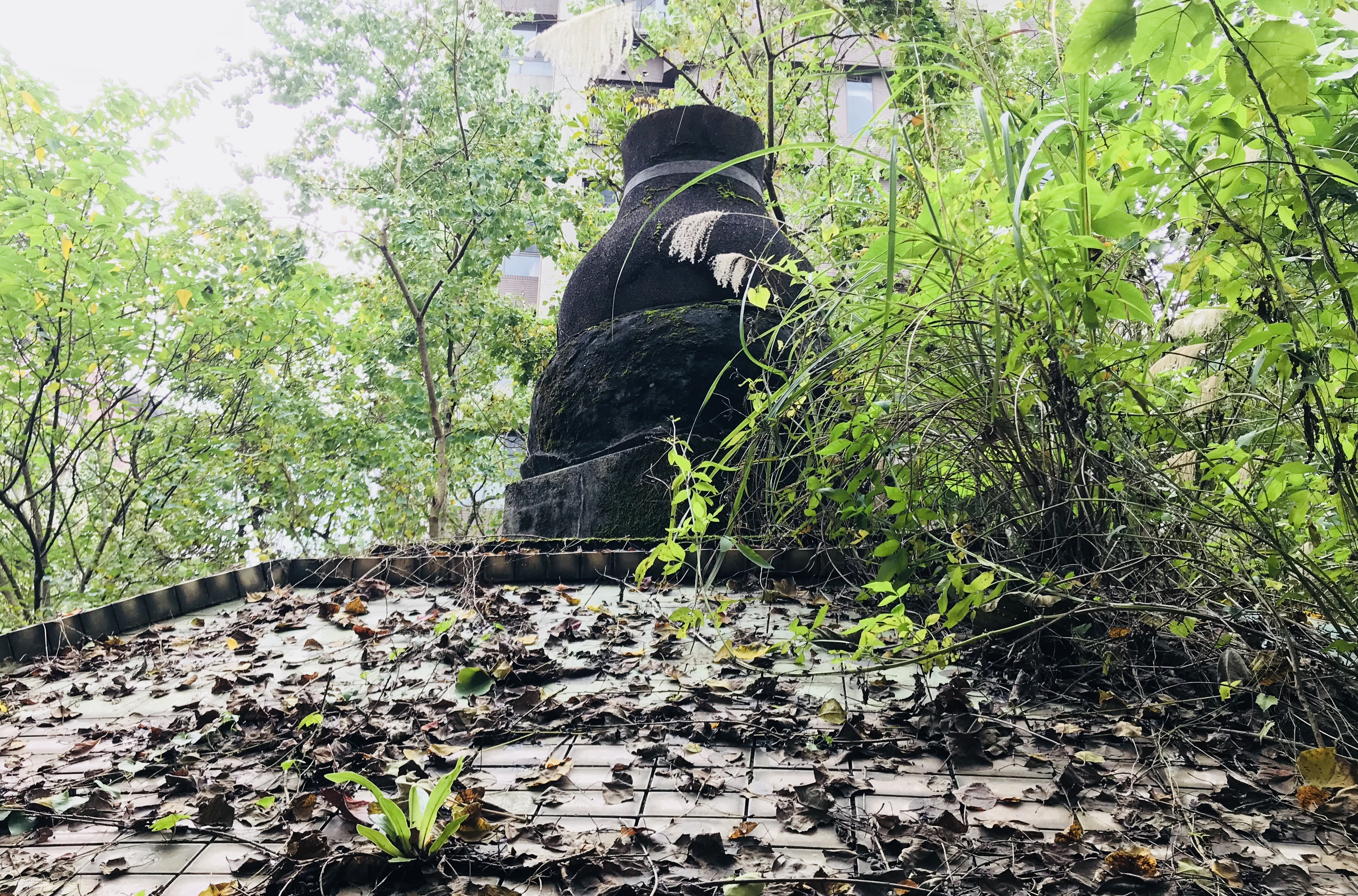
頂端有一葫蘆形尖塔
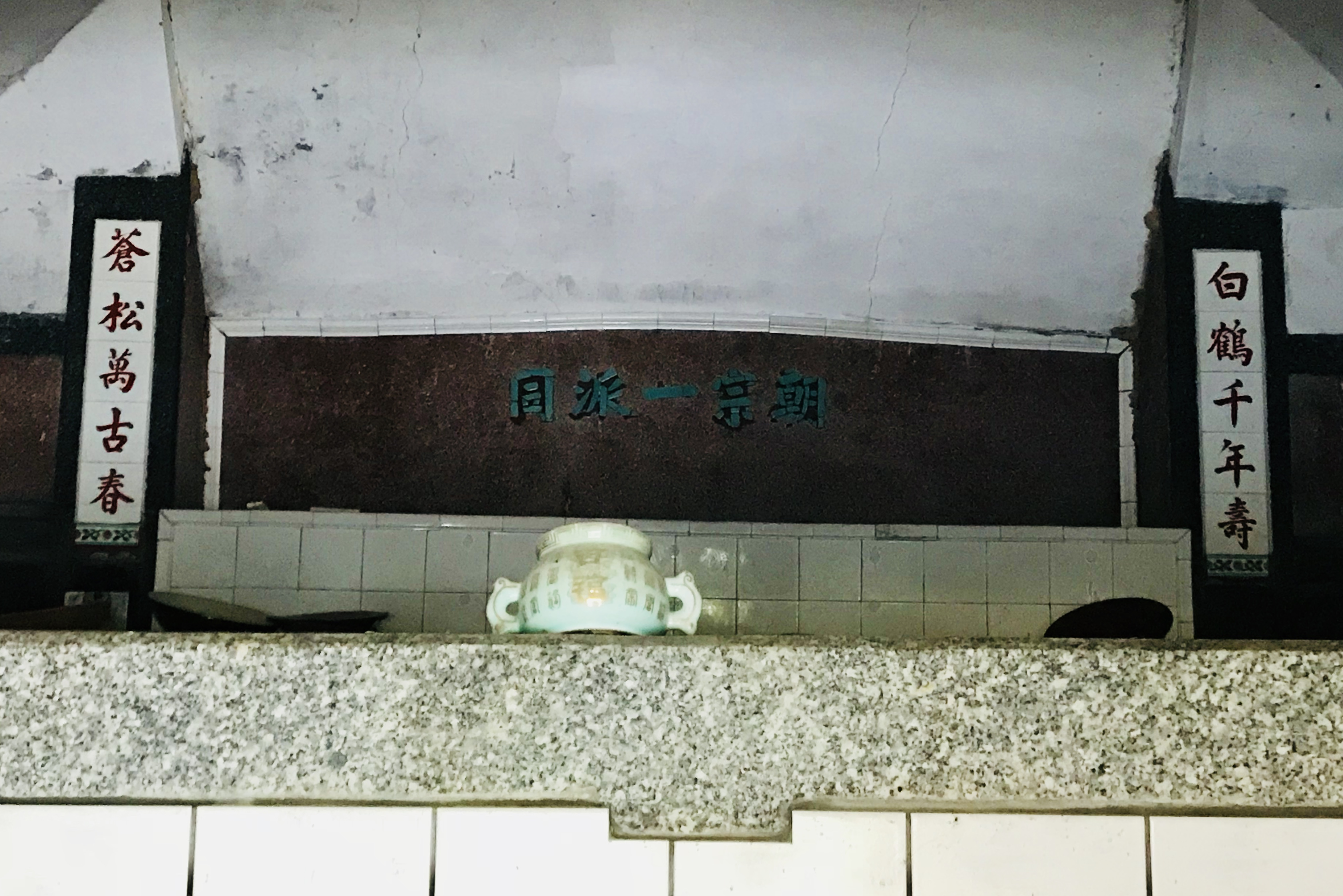
內部牆上掛有「白鶴千年壽，蒼松萬古春」的對聯，橫批則為「朝宗一派同」